# Nausicaä della Valle del vento (manga)
Nausicaä della Valle del vento (風の谷のナウシカ?, Kaze no tani no Naushika) è un manga scritto e illustrato da Hayao Miyazaki. Racconta la storia di Nausicaä, la principessa di un piccolo regno in un mondo postapocalittico, che viene coinvolta in una guerra tra nazioni rivali mentre un disastro ambientale minaccia la sopravvivenza del genere umano. Durante il suo viaggio, Nausicaä si fa promotrice di una convivenza pacifica tra gli abitanti della Terra, così come tra l'umanità e la natura.
Il manga è stato pubblicato in Giappone in modo intermittente, dal 1982 al 1994, sul mensile Animage della Tokuma Shoten. I singoli capitoli sono poi stati raccolti in sette volumi tankōbon. Un'edizione italiana, in 23 albi sottili, è stata pubblicata dalla Granata Press tra il 1993 e il 1995, concludendosi appena prima del fallimento dell'azienda e ricevendo perciò una scarsa diffusione. Dal 2000 al 2001, la Panini Comics ha ristampato la storia in sette volumi corrispondenti agli originali giapponesi.
Sin dalla sua prima pubblicazione, Nausicaä è stato un successo commerciale, specialmente in Giappone, dove la serie ha raggiunto oltre 17 milioni di copie stampate. Il manga e l'adattamento anime del 1984, scritto e diretto da Miyazaki in seguito alla serializzazione dei primi 16 capitoli del manga, sono stati acclamati da critici e studiosi per i personaggi, le tematiche trattate e lo stile. Le versioni manga e anime di Nausicaä sono anche considerate importanti per la fondazione dello Studio Ghibli, lo studio di animazione per il quale Miyazaki ha creato molti dei suoi lavori più celebri.

## Trama
(Incipit di Nausicaä della Valle del vento)
In seguito al cataclisma globale che ha sconvolto la Terra, una giungla tossica, nota come Mare della Putrefazione (腐海?, Fukai), ha ricoperto la maggior parte della superficie emersa. La foresta è un complesso ecosistema di funghi e specie vegetali, abitata da insetti giganti, tra cui gli Ohmu (王蟲?, Ōmu), e all'interno del quale l'uomo non può sopravvivere, se non grazie all'ausilio di maschere filtranti. Vestigia del passato rimangono ancora visibili e utilizzate nel mondo post-industriale, come i Mehve (メーヴェ?, Mēve) o le grandi navi volanti, anche se non se ne conoscono più i principi di funzionamento e si è perduta la conoscenza per replicarle. L'umanità si è adattata a vivere in enclave riparate dal miasma, tra cui la Valle del vento (風の谷?, Kaze no tani), governata dal re Jhil. Sua figlia Nausicaä, principessa amata e rispettata dal suo popolo, è una "domatrice del vento", un'abile pilota di Mehve in grado di interpretare istintivamente le intricate correnti atmosferiche. Ella si sforza di capire la natura del Mare della Putrefazione, studiando le piante che lo popolano per comprendere il motivo della loro tossicità e, a differenza della maggior parte delle persone, non ha paura degli insetti giganti, anzi li rispetta ed è capace di comunicare con loro grazie alla sua empatia e abilità telepatiche.
Quando le due nazioni più potenti che governano questo mondo postapocalittico, il regno di Tolmekia (トルメキア?, Torumekia) e l'impero di Dorok (土鬼?, Doruku), entrano in guerra, il conflitto rischia di precipitare nella catastrofe a causa della scoperta di una potente arma sopravvissuta all'olocausto, un dio guerriero (巨神兵?, Kyoshinhei), robot biomeccanico capace di scatenare una forza distruttrice eccezionale. Questi eventi finiscono per coinvolgere anche il pacifico villaggio della Valle del vento, e costringono la principessa Nausicaä a scendere in guerra al fianco del regno di Tolmekia per rispettare un'antica alleanza.
Nausicaä dimostra subito di avere delle capacità fuori dal comune: ha la stoffa della leader e l'innata capacità di calamitare l'affetto e le simpatie di chi la circonda. Ella sa che non può rifiutarsi di prendere parte alla guerra, ma si rende conto di quanto questa sia inutile e a quali gravi conseguenze potrebbe portare. L'utilizzo di armi chimiche sviluppate grazie ad antiche tecniche ereditate dal passato, infatti, rischia di scatenare la tanto temuta "Grande Ondata di Marea" (大海嘯?, Daikaisho), distruggendo anche gli ultimi lembi di terra non ancora invasi dal Mare della Putrefazione. Identificata da molti come il salvatore dell'umanità oggetto di un'antica profezia, Nausicaä si schiera in prima linea e combatte con tutte le sue forze per salvare il pianeta che ama profondamente, tentando di mettere fine al conflitto e di scoprire il segreto del mondo, custodito nel santuario della capitale santa di Shuwa.

## Creazione e sviluppo

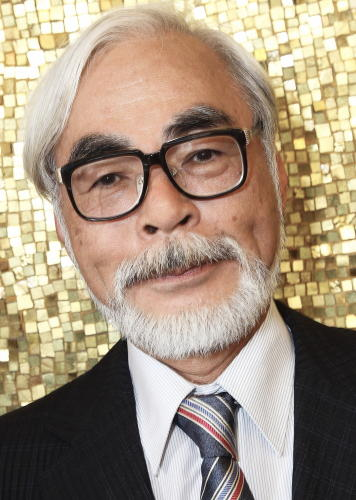
Hayao Miyazaki, il creatore del manga

Hayao Miyazaki iniziò la sua carriera nel mondo dell'animazione come intercalatore alla Toei Animation nel 1963 e ottenne rapidamente incarichi di maggior responsabilità nel processo creativo. Lavorando principalmente ad animazioni per la televisione e il cinema, inseguiva però anche il sogno di creare manga. Nello stesso periodo del suo impiego come animatore a Il gatto con gli stivali venne pubblicato il suo adattamento manga omonimo nel 1969. Nello stesso anno iniziò la serializzazione in forma pseudonima del manga Sabaku no tami. L'adattamento manga de Gli allegri pirati dell'isola del tesoro venne serializzato invece dal 1971.
Dopo l'uscita di Lupin III - Il castello di Cagliostro nel dicembre 1979, Miyazaki, ora impiegato alla TMS Entertainment, iniziò a lavorare alla realizzazione di un film d'animazione basato sul fumetto Rowlf di Richard Corben e, nel novembre 1980, iniziarono le trattative per l'acquisizione dei diritti. Nello stesso periodo Miyazaki venne contattato dallo staff di Animage della Tokuma Shoten per scrivere un articolo su di lui. Durante l'incontro con Toshio Suzuki e Osamu Kameyama, all'epoca impiegati come redattori di Animage, mostrò alcuni suoi bozzetti e parlò delle sue idee per dei progetti di animazione. I due videro del potenziale nelle idee di Miyazaki e lo incoraggiarono a proporle alla Tokuma Shoten, così, nel luglio 1981, presero forma due proposte: Sengoku majō (戦国魔城?), ambientato nell'epoca Sengoku e un adattamento di Rowlf. Sebbene le bozze venissero entrambe respinte, perché la compagnia non era interessata a finanziare progetti anime non basati su manga già esistenti e perché non si riuscì ad assicurare i diritti per Rowlf, elementi di queste due opere appariranno in seguito e saranno importanti nella stesura di Nausicaä.
In assenza di prospettive per un progetto di animazione, l'azienda propose a Miayazaki di sviluppare le sue idee in un manga per la rivista, accettando come condizioni che l'autore avrebbe goduto di piena libertà artistica, che avrebbe potuto sospendere o interrompere il lavoro nel caso in cui avesse trovato altri impieghi nell'animazione e che il fumetto non sarebbe stato adattato in un film. L'autore iniziò quindi a delineare un mondo immaginario, la nazione di Tolmekia, la Valle del vento e la storia di una ragazza che «si prende carico della sorte di un intero popolo». Miyazaki ebbe modo di dichiarare successivamente in un'intervista: «Nausicaä della Valle del vento iniziò realmente a prendere forma solo a partire dal momento in cui accettai di serializzarlo». Nell'edizione di dicembre 1981 di Animage fu annunciato che Miyazaki era all'opera sul primo capitolo e che il manga sarebbe iniziato nell'edizione di febbraio dell'anno seguente. L'illustrazione mostrava inoltre la protagonista della serie, il titolo e l'idea di base. Il primo capitolo, di 18 pagine, venne pubblicato nell'edizione di febbraio 1982.
Miyazaki non aveva idee precise per la storia e iniziò a scriverla con l'idea che si sarebbe potuta interrompere in ogni momento, per cause sue o perché il pubblico non l'avrebbe trovata interessante. Già dal secondo capitolo, infatti, il disegnatore si ritrovò a pensare di concludere il manga; sentiva infatti la storia più come un peso che come un progetto lungamente desiderato e temeva che lo avrebbe distratto dal suo lavoro di animatore. Il capo redattore di Animage, Hideo Ogata, lo spronò però a proseguire e, nonostante gli richiedesse un grande sforzo di volontà, Miyazaki continuò la serializzazione. Difficile fu anche il ritorno al manga dopo la realizzazione del film omonimo, ma Miyazaki si sforzò di continuare anche in questa occasione, dal momento che vi erano delle parti del lungometraggio che non lo avevano completamente soddisfatto.
In assenza di una struttura predefinita, impelagata in questioni e temi che lo stesso Miyazaki aveva difficoltà a capire ed esprimere, e intervallata da frequenti interruzioni per lasciare spazio alla produzione di Laputa - Castello nel cielo, Il mio vicino Totoro, Kiki - Consegne a domicilio e Porco Rosso, la scrittura della storia si protrasse per 12 anni, con l'ultimo capitolo che venne pubblicato nel numero di marzo 1994 di Animage. Sentendo che era "fisicamente" pronto per la fine più che per essere arrivato ad un punto soddisfacente o definitivo, Miyazaki decise di concludere la storia, domandandosi ancora a distanza di tempo se fosse stata la conclusione più adatta per Nausicaä. Rileggendo l'intera saga in previsione della fine, Miyazaki si è dichiarato soddisfatto del lavoro, anche se ha affermato che non si sarebbe probabilmente più imbarcato in un'impresa simile.

### Influenze

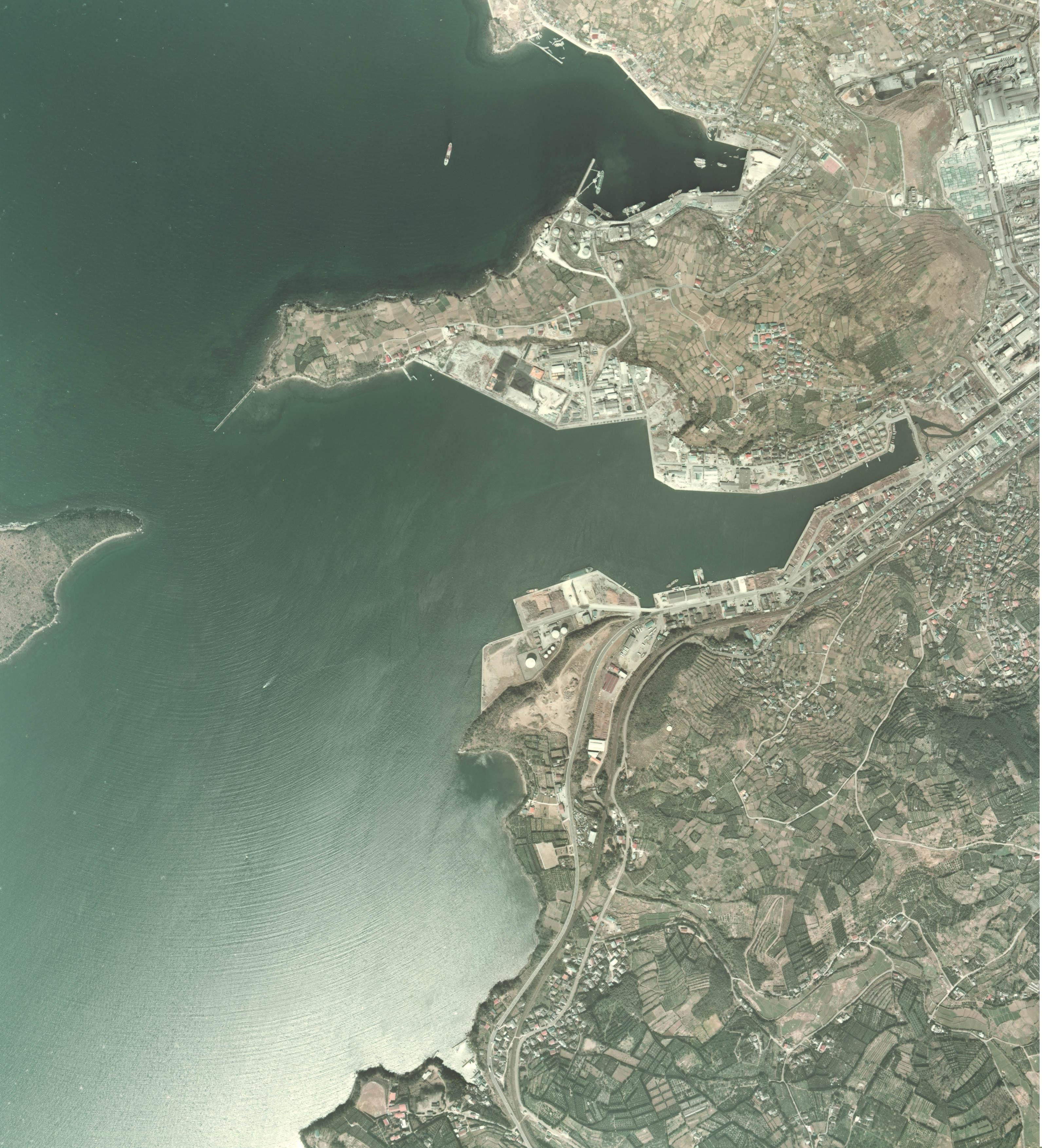
La baia di Minamata nel 1974

Miyazaki aveva adottato per i personaggi della serie dei nomi di lavoro diversi da quelli finali: la protagonista, ad esempio, si sarebbe dovuta chiamare Yala (ヤラ?, Yara). Infine si decise per Nausicaä riprendendo il nome della principessa greca dell'Odissea, che aveva letto in una traduzione giapponese del dizionario della mitologia greca di Bernard Evslin. Egli rimase affascinato da questa figura, bella, intelligente, sensibile e amante della natura e fu deluso, leggendo in seguito l'Odissea, dal constatare che nell'opera originale la principessa ne usciva meno valorizzata. Nel suo saggio Naushika no koto (ナウシカのこと?), Miyazaki ha affermato di essere stato ispirato anche dal racconto giapponese Mushi mezuru himegimi (虫めづる姫君? lett. "La principessa che amava gli insetti") contenuto nella raccolta Tsutsumi chūnagon monogatari, a proposito di una principessa che sfuggiva alle rigide convenzioni del periodo Heian e preferiva studiare gli insetti piuttosto che indossare abiti eleganti o scegliere un marito. "Inconsciamente" — a detta dell'autore — "Nausicaa e questa principessa giapponese divennero una sola persona nella mia mente" e servirono da fondamento per la creazione del personaggio principale.
La fonte d'ispirazione per le tematiche ambientaliste e il "grande evento" che ha fatto prendere forma alla storia nella mente di Miyazaki, è stato l'inquinamento di metilmercurio della baia di Minamata del 1956. Le conseguenze ecologiche e sanitarie del disastro ambientale e il modo in cui i banchi di pesci si adattarono a sopravvivere nelle acque inquinate, servirono da base per il Mare della Putrefazione e le creature della foresta che appaiono in Nausicaä. Il Mare della Putrefazione è basato sulle foreste dell'isola giapponese di Yakushima e sull'ecosistema del Sivaš nella penisola di Crimea. L'opera del botanico Nakao Sasuke ha rappresentato un'ispirazione per l'ambientazione della storia e nel passaggio dall'iniziale ecosistema desertico alla foresta, che sarà quello definitivo, mentre il rapporto tra civilizzazione e natura deve molto al libro Storia verde del mondo di Clive Ponting.
Francesco Grasso ha identificato delle similitudini tra Nausicaä e la sua ala ultraleggera Mehve con la protagonista del racconto Il pianeta dei venti (Windhaven) di George R. R. Martin e Lisa Tuttle. Il sistema ecologico degli insetti e del Mare della Putrefazione riflette invece l'ambientazione del romanzo Dune di Frank Herbert. Altri parallelismi tra le due opere sono i Fremen (gli abitanti del deserto di Arrakis) e gli Uomini della foresta, entrambi adattati a vivere in ambienti ostili, e i tratti profetici e le abilità telepatiche che accomunano Paul Atreides e Nausicaä. Lo stesso Miyazaki ha affermato che il nome "Ohmu" deriva da Sando Waamu, la traslitterazione giapponese di Sand Worm, i vermi delle sabbie che compaiono nel romanzo di Herbert. Altra fonte di ispirazione fu La spiaggia più lontana, il terzo romanzo del ciclo di Earthsea di Ursula K. Le Guin, da cui Miyazaki ha mutuato il termine windkey per la creazione del concetto di "domatore del vento", una persona capace di percepire e "vedere" il vento quasi come se fosse tangibile.
Helen McCarthy e Kentaro Takekuma hanno sottolineato l'influenza delle opere di Tetsuji Fukushima, in particolare Sabaku no maō (沙漠の魔王?), sui manga brevi di Miyazaki Sabaku no tami e Shuna no tabi, a loro volta precursori di Nausicaä. Nausicaä della Valle del vento, infatti, prende ispirazione da altre opere precedenti di Miyazaki. Sabaku no tami, ambientato in una steppa asiatica medievaleggiante, abitata da un popolo tenace e disegnato con un fine tratteggio monocromatico, anticipa lo stile e l'ambientazione di Nausicaä, mentre il tema ecologista e l'ambientazione postapocalittica derivano da Conan il ragazzo del futuro.

### Stile
(Jason Thompson)
A differenza della stragrande maggioranza dei mangaka, Miyazaki disegnò le tavole del manga da solo, senza l'ausilio di assistenti, e principalmente a matita; l'opera venne poi pubblicata in inchiostro monocromatico color seppia. Frederik L. Schodt ha sottolineato che Nausicaä è stilisticamente molto diverso dagli altri manga giapponesi: è pubblicato nel formato A4 — molto più grande delle dimensioni standard per i manga — il disegno è effettuato a matita senza inchiostrazione e la disposizione delle vignette, la cura per gli sfondi e il focus sulla narrazione ricordano più la bande dessinée francese, in particolare Jean Giraud, piuttosto che i manga giapponesi. Il retroterra da animatore di Miyazaki si fa sentire soprattutto nel modo "cinematografico" con cui viene presentata la scena, con variazioni continue di piano e densità di azione.
Takekuma ha notato un'evoluzione nello stile di Miyazaki nel corso della serie. In particolare, nei primi capitoli, le vignette erano piene di sfondi dettagliati, il che rendeva difficile discernere i personaggi senza prestare particolare attenzione. Il mangaka spiega che ciò è parzialmente imputabile all'uso del solo tratto della matita, senza inchiostrazione, per la maggior parte della serie, che non dava modo di variare l'intensità delle linee. Nei capitoli seguenti e nella seconda parte del manga, invece, Takekuma osserva che Miyazaki usa il tratto per attirare maggiormente l'attenzione sui personaggi e li staglia più nettamente dagli sfondi. A proposito della veste grafica di Nausicaä della Valle del vento, Miyazaki ha dichiarato:
(Hayao Miyazaki)
Miyazaki ha dichiarato che spesso non fu in grado di rispettare le scadenze prefissate per la pubblicazione mensile su Animage; in quelle occasioni disegnava a volte delle vignette di scuse per la pubblicazione sulla rivista, in cui spiegava ai suoi lettori perché quel mese vi erano meno pagine del solito o perché il capitolo era del tutto assente. Anche in seguito all'uscita dei capitoli su rivista, Miyazaki ha continuato a fare modifiche alla storia per la pubblicazione in volumi tankōbon; le correzioni vanno da piccole aggiunte all'ombreggiatura all'inserimento di nuove pagine. L'autore ha anche ridisegnato alcune tavole, cambiato l'ordine a dei pannelli, eliminandone alcuni del tutto, e modificato il testo.
Per rappresentare un mondo e una civiltà postapocalittici, Miyazaki ha introdotto elementi di modernità, come le navi volanti, ma ha deciso di rendere l'ambientazione di tipo vagamente medievale, con battaglie a cavallo, armature, abiti semplici e una società fondata sull'agricoltura e l'artigianato. Come ha avuto modo di affermare Jason Thompson: «vi è un vago ricordo dell'Asia centrale, forse qualcosa del buddhismo tibetano, un po' di Europa orientale, un po' di Cina, ma niente di troppo evidente».

## Temi trattati e analisi
(Cristian Di Clemente e Pierfilippo Dionisio)
Nausicaä della Valle del vento esplora numerosi concetti e tematiche, tra cui l'ecologismo, il nichilismo, il militarismo, il ruolo delle donne nella società, affrontando domande esistenziali come il senso della vita, l'utopia e la religione.
La storia assume i tratti di un conflitto tra popoli e tra uomo e natura, ma a differenza di altri scenari fantasy, il mondo di Nausicaä è "moralmente ambiguo" e non vi è una contrapposizione netta tra bene e male. Il regno di Tolmekia e l'impero di Dorok scendono infatti in guerra per futili motivi, le cui conseguenze si ripercuotono sulla natura e sulla sofferenza della povera gente, ma i personaggi che si ritrovano effettivamente a combattere sono figure problematiche e complesse, che seguono delle ragioni che, prese singolarmente, sono a tratti condivisibili. Kushana lotta per difendere i suoi subordinati; Kurotowa inizialmente cospira ai danni di Kushana per compiacere i suoi superiori, ma, scoperto, rimane al servizio della principessa per pura fedeltà e arriva a sacrificare la sua incolumità per il suo bene; i principi di Tolmekia, invece, si comportano in modo arrogante prevalentemente per proteggersi dalle ritorsioni di un padre, il re Vu, che li potrebbe assassinare come possibili rivali al trono, ma, liberati da questa oppressione nel giardino di Shuwa, si rivelano amanti delle arti e della pace. Anche Mirarupa e l'imperatore di Dorok Namuris non sono sempre stati personaggi negativi e vi fu un momento in cui desideravano veramente fare del bene per il loro popolo, salvo poi essere annebbiati dalla paura della morte e dal nichilismo. Nausicaä, invece, si ritrova in bilico tra la sua natura compassionevole e non-violenta e la constatazione di un odio e un'ira profondi dentro al cuore, che la portano anche a uccidere. Come ha sottolineato la studiosa Susan J. Napier, Miyazaki utilizza i suoi personaggi per analizzare in modo critico la violenza, «in un genere, come quello postapocalittico, che è spesso saturato da essa».
Nonostante il finale aperto e dolceamaro, vi sono qua e là tracce di speranza e di redenzione, come l'anima di Mirarupa, che trova finalmente pace nell'aldilà, il re Vu di Tolmekia, che muore riconoscendo il valore della figlia, o Kai, la cavalcatura di Nausicaä, che si sacrifica per la padrona, dando modo a un uovo e una nuova vita di essere generati. Anche il corpo di Teto, restituito alla terra, diventa nutrimento per le piante e si riappacifica con la natura, mentre nella Valle, una bambina viene iniziata all'uso del Mehve, così che in futuro potrà sostituire Nausicaä come "domatrice del vento".
Il tema ambientalista è evidente fin dall'inizio della storia, in cui si viene messi al corrente del fatto che le azioni scellerate dell'uomo e il rapporto squilibrato tra esso e la natura, hanno distrutto la civilizzazione esistente e portato all'avvento di una giungla tossica inospitale nota come Mare della Putrefazione, che si espande progressivamente ricoprendo le terre abitate. Nelle credenze proprie del mondo di Nausicaä, la foresta è considerata un castigo divino per punire i crimini dell'uomo, mentre Nausicaä scopre che si tratta di un meccanismo messo in atto dalla natura per ripulire la terra dall'inquinamento prodotto dall'uomo e purificare nuovamente l'ambiente: le piante, infatti, assorbono il nutrimento dalla terra inquinata rilasciando le tossine sotto forma di miasma; nel corso della vita delle piante, dell'ordine delle centinaia di anni, il loro tronco si pietrifica completamente, mentre il veleno viene cristallizzato in forma inerte, e infine sbriciola divenendo sabbia finalmente pulita. Quindi se l'umanità riuscirà a cambiare il suo comportamento, in futuro l'attenderà una terra purificata e idilliaca. Questa semplice visione ecologista viene però sconvolta nel prosieguo della storia, dove si scopre che il Mare della Putrefazione è un sistema artificiale, messo a punto dall'uomo prima dei sette giorni di fuoco per purificare nuovamente l'ambiente e preparare la strada per il ritorno della civiltà industriale. Coscienti della devastazione che avrebbero causato, alcuni uomini antichi si sigillarono nella cripta del santuario di Shuwa, mentre l'umanità venne biogeneticamente modificata per tollerare livelli di inquinamento nell'aria maggiori di quelli precedenti all'avvento del Mare della Putrefazione, rendendole impossibile la sopravvivenza a contatto con l'aria purificata che si avrà quando la foresta avrà compiuto il suo corso.
Quello che accomuna molti personaggi, come la civiltà antica, Mirarupa e i tolmekiani, è il limitarsi a vedere il mondo come un semplice strumento, arrogandosi il diritto di manipolare e assoggettare la natura a proprio piacimento. Nausicaä, invece, permeata da una visione animistica della realtà, anche quando scopre la verità sull'origine del Mare della Putrefazione e gli Ohmu, sceglie di avere fiducia nella "vita che riesce a travalicare la sua natura" e di credere che, come il meccanismo ecologico creato dalla civiltà antica si è evoluto in un modo che i primi uomini non avrebbero potuto prevedere, così l'uomo, nonostante le modifiche biogenetiche subite, può evolversi e adattarsi a vivere in un ambiente finalmente purificato dal Mare della Putrefazione. Distruggendo il grande piano architettato dalla civiltà antica per portare avanti la loro idea di umanità, Nausicaä antepone quindi il bene dei suoi cari "ora", "in questo momento", al tentativo, più volte tentato in passato e sempre fallito, di salvare un'idea generica di umanità. La vignetta finale raccoglie il senso del racconto: "...dobbiamo sopravvivere..." incita Nausicaä, sottintendendo che non vi potrà essere un ritorno al passato, che il futuro è imperscrutabile e che l'unica certezza è il presente. Il messaggio finale è che non vi può essere un semplice lieto fine: l'uomo, anche partendo da nobili propositi, è destinato a ripetere i suoi stessi errori e l'umanità e la natura saranno sempre in conflitto, perché «gli uomini non possono vivere vite totalmente pure». Di fatto non esiste una soluzione semplice per vivere in armonia senza distruggere la natura; un messaggio ambientalista ma scevro da contenuti idilliaci e carico di realismo, che verrà ripreso da Miyazaki anche in Princess Mononoke.

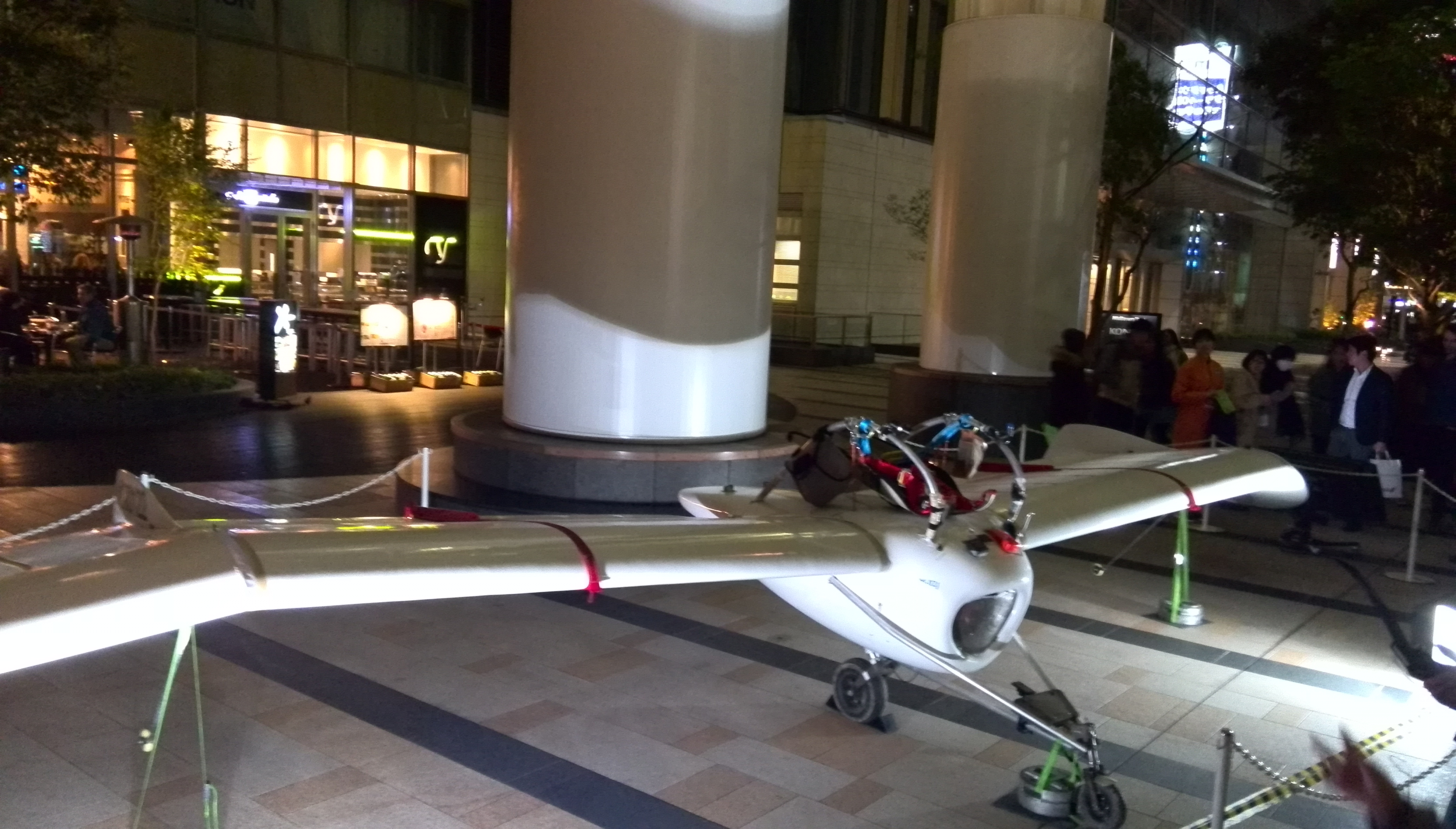
Una riproduzione del Mehve di Nausicaä, lo strumento usato dalla "domatrice del vento" per volare il cui nome viene dalla parola tedesca Möwe (gabbiano)

Il manga, come consuetudine di numerose opere di Miyazaki, presenta delle protagoniste femminili forti ed indipendenti in una società prettamente maschilista. Le principesse Kushana e Nausicaä, infatti, seppur di bell'aspetto, compassionevoli e protettive nei confronti dei loro uomini, presentano dei tratti tipicamente maschili, come coraggio, abilità combattive e carisma e sono per questo trattate dai loro uomini «con un misto di amore e venerazione». Kushana porta il peso dell'avvelenamento della madre avvenuto al suo posto e sviluppa un senso di cinismo, privo di pietà e rimorso, a causa dell'ambiente ostile della corte tolmekiana, dove il padre e i fratelli vorrebbero liberarsi di lei perché figlia acquisita e potenziale avversario per l'ascesa al trono. L'incontro con Nausicaä, tuttavia, fa riaffiorare il suo lato nascosto e da allora contribuisce a riportare il mondo alla pace, rifiutando infine il titolo di regina di Tolmekia ma reggendo di fatto il regno con saggezza fino alla sua morte. Nausicaä, d'altro canto, si sforza di diventare l'erede perfetto che il padre si augura, dopo che tutti i suoi fratelli e sorelle sono morti in giovane età, anche a costo di sacrificare la sua femminilità. Le sue abilità telepatiche, date già per assodate, sono causate dalla sua forte empatia per tutti gli esseri viventi o ne sono forse la causa. Questi suoi poteri e il suo rapporto con la natura e con gli uomini, portano per primo Chalka, ed in seguito tutto il popolo di Dorok, ad identificarla come la "figura vestita d'azzurro", che secondo un'antica profezia avrebbe condotto l'umanità verso la salvezza incarnando la speranza per un futuro migliore. Analizzando il suo lato profetico, i critici Takashi Sasaki e Masashi Shimizu hanno paragonato Nausicaä a Cristo, mentre Susan J. Napier e Marc Hairston l'hanno accostata ad una figura messianica. La ragazza si fa carico di questo fardello e, distruggendo la cripta di Shuwa e cancellando la certezza di un futuro per l'umanità, si trasfigura in una divinità della morte, che conduce i suoi seguaci nell'aldilà, come la descrivono il Signore della cripta («Il futuro ti ricorderà come un demonio...») o il re Vu («...un miscuglio caotico di distruzione e di compassione!»).
Altro tema caro a Miyazaki, quello del volo, assume qui il significato di «possibilità sconfinate, un cui emozioni e immaginazione [...] si combinano per offrire la speranza di un mondo alternativo potenzialmente raggiungibile che trascende il nostro». Miyazaki ha affermato che affrontare ripetutamente i temi della storia durante il lungo periodo di composizione del manga ha influenzato la sua visione di vita e le sue convinzioni politiche; inoltre ha ammesso che fu in grado di creare film più leggeri e spensierati solo grazie ai continui sforzi nello sviluppo di Nausicaä che agirono come valvola di sfogo per i suoi temi più seri e impegnati. Non a caso, Marc Hairston ha notato che il suo "primo film dopo aver finito il manga di Nausicaä fu Princess Mononoke, che esamina molti temi del manga ed è presumibilmente il film più cupo della sua carriera".

## Media

### Manga

#### Edizione giapponese
Il manga è stato serializzato sulla rivista mensile della Tokuma Shoten Animage, tra il 1982 e il 1994, per un totale di 59 capitoli di varia lunghezza. La serie apparve inizialmente dall'edizione di febbraio 1982 a quella di giugno 1983, con un'interruzione nel mese di novembre dovuta ad un viaggio di lavoro di Miyazaki in Europa, per poi fermarsi per un anno a causa della produzione dell'adattamento animato corrispondente. La serializzazione riprese nell'agosto 1984 fino a maggio 1985, saltando soltanto il numero di marzo; poi Miyazaki sospese la pubblicazione per concentrarsi su Laputa - Castello nel cielo. Terminato il suo impegno il regista tornò al manga, che uscì regolarmente da dicembre 1986 fino a giugno 1987. Per buona parte dei tre anni successivi Miyazaki fu impegnato nella realizzazione dei due lungometraggi Il mio vicino Totoro e Kiki - Consegne a domicilio e tornò su Nausicaä solo nell'aprile 1990, per poi sospendere nuovamente la serializzazione dopo maggio 1991 per lavorare a Porco Rosso. La serie riprese nel marzo 1993 per concludersi definitivamente nell'edizione di marzo 1994 di Animage.
Tra luglio 1983 e agosto 1984, i mesi dedicati alla produzione del film di Nausicaä, non uscirono capitoli del manga, ma Animage ospitò degli speciali sulla serie intitolati Nausicaä Notes e The Road to Nausicaa. Questi speciali contengono illustrazioni in bianco e nero sullo storyboard e anteprime a colori del lungometraggio di imminente uscita e spiegano alcuni retroscena sulla storia e sulla produzione del film. Il 1984 è stato dichiarato l'anno di Nausicaä sulla copertina dell'edizione di febbraio 1984 di Animage.
I capitoli vennero leggermente modificati per la raccolta in sette volumi tankōbon formato B5, di dimensione ridotta rispetto al formato dei capitoli serializzati su rivista, portando il numero totale delle pagine a 1060. La prima edizione del primo albo risale al 25 settembre 1982, con una ristampa il 25 agosto 1983 in un'edizione riveduta e con una nuova copertina; esso contiene i primi otto capitoli. Il secondo volume pubblicato sempre il 25 agosto 1983 presenta i capitoli dal 9 al 14; insieme agli episodi 15 e 16 apparsi su Animage nel maggio e giugno 1983, essi erano i soli capitoli completati prima della distribuzione del film di Nausicaä nel marzo 1984. Il settimo e ultimo albo uscì infine il 15 gennaio 1995. Una ristampa dei sette volumi è stata resa disponibile da gennaio 2001. L'intera serie è stata anche ristampata in due volumi deluxe formato A4, sottotitolati jokan (上巻? lett. "primo volume") e gekan (下巻? lett. "ultimo volume"), che sono stati pubblicati il 28 novembre 1996. Un cofanetto contenente tutti e sette i volumi tankōbon è stato pubblicato il 31 ottobre 2003.

#### Edizioni estere
Il manga è stato esportato in Finlandia da Sangatsu Manga nel 2008, in Francia da Glénat nel 2000, in Spagna da Planeta DeAgostini nel 2001, nei Paesi Bassi da Glénat Benelux nel 2008, in Germania da Carlsen Verlag nel 2001, in Corea del Sud da Haksan Culture Company nel 2000, in Cina da Xinghua nel 2002, a Taiwan, Hong Kong e Singapore da Taiwan Tohan nel 1995.
L'edizione statunitense è stata curata da Viz Media in diverse riedizioni successive. La prima, in 27 volumi, è stata pubblicata dal 1988 al 1996 nella collana "Select Comics". La seconda, in sette volumi, da ottobre 1990 a gennaio 1997 nella collana "Graphic Novel". Entrambe le pubblicazioni sono esaurite e non sono state ristampate. L'edizione "Graphic Novel" è stata raccolta da ottobre 1995 a ottobre 1997 in quattro volumi "Perfect Collection", disponibili da gennaio 2000 anche in un box unico. L'ultima edizione in ordine di tempo è la "Editor's Choice", del 2004, che ripropone la suddivisione in sette volumi e mantiene il senso di lettura originale da destra a sinistra e le onomatopee in giapponese. L'adattamento è stato effettuato per la maggior parte dallo Studio Proteus e ha visto impiegati Toren Smith e Dana Lewis per le traduzioni e Tom Orzechowski al lettering; in seguito ad una delle interruzioni di Miyazaki, la Viz ha sostituito la squadra ed il lavoro è stato portato a termine da Matt Thorn, Wayne Truman e Walden Wong. Un confronto tra l'edizione originale e quella inglese ha dimostrato che la traduzione ha portato ad un'involontaria "cristianizzazione dell'animismo di Miyazaki", dovuta al background del gruppo di lavoro occidentale e alle limitatezze del linguaggio inglese, che manca di parole equivalenti ad alcuni concetti che si trovano nella cultura giapponese.
La prima edizione in lingua italiana di Nausicaä della Valle del vento è stata edita nel luglio 1993 dalla Granata Press, in fascicoletti di circa cinquanta pagine, molto ridotti rispetto al volume dei tankōbon giapponesi. Le pagine sono state stampate in bianco e nero e con il senso di lettura invertito per consentire una lettura "all'occidentale", da sinistra verso destra. Gli ultimi albi vennero pubblicati quando la casa editrice era ormai prossima al fallimento e il numero finale, il 23º, fu distribuito nel luglio 1995 in pochissime copie, raggiungendo cifre notevoli in ambito collezionistico. Questo fece sì che la serie risultasse di difficile reperimento per i lettori.
In seguito, i diritti della serie vennero rilevati dalla Panini Comics; e, tramite la sua divisione Planet Manga, la casa editrice fece uscire un adattamento in sette volumi e in inchiostro color seppia, che rispecchia fedelmente l'edizione originale. Dal 2 luglio al 24 dicembre 2009 la Panini Comics ha messo in commercio una nuova edizione della serie, che ripropone l'edizione precedente con l'aggiunta di poster ad ogni volume.
La traduzione della versione Granata, per rendere i termini propri del mondo di Nausicaä, si rifà all'edizione degli anni ottanta dell'omonimo lungometraggio, mentre quella Panini li ritraduce tutti ex novo. Per questo nella prima si parla di "Giungla Tossica", "Mostri-Tarli" e "Giganteschi Soldati Invincibili", nella seconda di "Mare della Putrefazione", "Ohmu" e "Dei Guerrieri", e nella terza di "Mar Marcio", "Vermi Re" e "Soldati Titani", traducendo in italiano alcuni termini prima mantenuti in giapponese o in inglese o con una traduzione letterale.

#### Volumi
| Nº | Titolo italiano Giapponese 「Kanji」 - Rōmaji | Data di prima pubblicazione          | Data di prima pubblicazione |
| Nº | Titolo italiano Giapponese 「Kanji」 - Rōmaji | Giapponese                           | Italiano                    |
| 1  | Nausicaä della Valle del vento 1 「風の谷のナウシカ 1」 - Kaze no tani no Naushika 1 | 25 settembre 1982 ISBN 4-19-773581-2 | 3 agosto 2000               |
| 1  | Capitoli - Capitoli 1-8 |                                      |                             |
| 1  | Trama Durante una delle sue abituali viste al Mare della Putrefazione, un ecosistema forestale che rilascia spore tossiche per l'uomo e abitato da insetti giganti, Nausicaä, principessa del piccolo regno della Valle del vento, aiuta Yupa a sfuggire all'attacco di un Ohmu inferocito; l'uomo, un rinomato combattente e maestro della ragazza, le dona un animaletto domestico, Teto. Il giorno successivo Nausicaä si imbatte in una nave cargo in volo sopra al Mare della Putrefazione; attaccato dagli insetti della foresta, il velivolo si schianta al suolo. Nell'incendio che segue, Nausicaä trova come unica superstite Lastel, figlia del sovrano del regno di Pejite, attaccato dalle truppe tolmekiane. La ragazza spira affidando a Nausicaä una pietra misteriosa da consegnare a suo fratello. Al ritorno di Nausicaä nella Valle, un contingente tolmekiano guidato dalla principessa Kushana giunge sul posto in cerca della pietra. Nausicaä si oppone a quello che considera un affronto e si scontra con un soldato nemico, ma viene interrotta da Yupa che convince i tolmekiani a lasciare la Valle. Intanto comincia la guerra tra le nazioni di Tolmekia e Dorok, e la Valle, legata da un antico patto di alleanza al regno tolmekiano, invia il Gunship e Nausicaä in qualità di capitano, insieme a cinque soldati. All'incontro aereo delle forze alleate di Kushana, un velivolo di Pejite attacca i tolmekiani, facendo precipitare i soldati della Valle nella foresta prima di essere silurato esso stesso. Il pilota di Pejite si rivela essere Asbel, il fratello di Lastel, che impaurito attacca gli insetti. Nausicaä lo ferma ed intercede presso gli Ohmu affinché gli risparmino la vita. I due scoprono che sotto alla foresta l'aria è respirabile e che il Mare della Putrefazione esiste per purificare la terra dalla devastazione creata durante i sette giorni di fuoco. Gli Ohmu risparmiano i due e si spostano più a sud dove, affermano, la foresta ha bisogno del loro aiuto. |                                      |                             |
| 2  | Nausicaä della Valle del vento 2 「風の谷のナウシカ 2」 - Kaze no tani no Naushika 2 | 25 agosto 1983 ISBN 4-19-773582-0    | 19 ottobre 2000             |
| 2  | Capitoli - Capitoli 9-14 |                                      |                             |
| 2  | Trama Nausicaä e Asbel vengono accolti come passeggeri su una nave di Dorok stanziata nella foresta. Parlando con il Gran sacerdote della tribù dei Mani, scoprono che i dorokiani hanno saputo dell'avanzata di Kushana da una fonte all'interno della stessa famiglia reale e si sono mossi per contrattaccare. Per cercare di fermare il conflitto, Nausicaä lascia la nave e scopre che i dorokiani stanno torturando un cucciolo di Ohmu nei pressi del campo tolmekiano per scatenare l'ira delle bestie e fare loro attaccare l'accampamento. Nausicaä libera il cucciolo, ma non riesce ad evitare l'ondata degli Ohmu all'accampamento, che spazza via gran parte dell'esercito tolmekiano. Atterrati su un'isoletta circondata da acque acide, Nausicaä capisce che il cucciolo è in fin di vita e, per farlo ricongiungere al suo branco oltre il lago, chiede a Kushana di trasportarlo con la sua aeronave. L'immagine della ragazza elevata in riconoscenza dagli Ohmu, con la maglia tinta dal sangue blu dell'Ohmu, riporta alla mente della folla che la osserva un'antica profezia di colei che riporterà equilibrio nel mondo. Dopo una lunga discussione con Kushana, Nausicaä decide di seguirla verso sud per cercare di capire lo strano comportamento degli Ohmu e di trovare risposta ai suoi dubbi, mentre i reparti periferici vengono lasciati tornare a casa. Nella Valle, il vecchio e malato re Jhil, padre di Nausicaä, muore. Intanto Yupa cerca un passaggio per il cuore della foresta e si imbarca clandestinamente su una nave che lo porta in una base di Dorok. Qui scopre che i dorokiani stanno effettuando strani esperimenti biologici sugli Ohmu, ma viene scoperto. Aiutato da Asbel, da Kecha e dal Gran sacerdote, riesce quasi a fuggire, ma il gruppo viene intercettato dalla nave del fratello minore dell'imperatore di Dorok, Mirarupa. Il sacerdote mette in guardia Mirarupa sull'imminente compiersi della profezia e si sacrifica per permettere agli altri di scappare. |                                      |                             |
| 3  | Nausicaä della Valle del vento 3 「風の谷のナウシカ 3」 - Kaze no tani no Naushika 3 | 14 dicembre 1984 ISBN 4-19-775514-7  | 1º gennaio 2001             |
| 3  | Capitoli - Capitoli 15-21 |                                      |                             |
| 3  | Trama Yupa confida ad Asbel che a Dorok devono aver riesumato le antiche arti nascoste nella cripta della capitale Shuwa, mentre Asbel racconta come a Pejite abbiano scoperto il funzionamento della pietra misteriosa, che permette agli dei guerrieri di evolversi, motivando così l'attacco subito da Tolmekia per appropriarsene. Il loro aereo viene colpito da una nave di Dorok, facendoli precipitare nella giungla, dove vengono salvati dagli uomini della foresta. Più a sud, la nave di Kushana, su cui viaggia Nausicaä, raggiunge il Principato di Dorok. Kushana rivela il doppio gioco di Kurotowa, ma decide di risparmiarlo per avvalersi del suo aiuto. Il gruppo nota degli strani fenomeni: un villaggio lontano dalla foresta i cui abitanti sono stati uccisi dal miasma e una foresta, separata dal Mare della Putrefazione, che rilascia spore talmente tossiche da uccidere anche gli insetti. Qui una città conquistata da uno dei reparti di Kushana è assediata dall'esercito di Dorok, che fa strage di uomini. I superstiti trovano il modo di ricongiungersi alla loro principessa e spiegano che i dorokiani hanno attuato una controffensiva su grande scala, utilizzando i miasmi come arma. Kushana pianifica di ricongiungersi con un altro reggimento assediato dai dorokiani nella città-fortezza di Sapata. Le truppe Dorok sono raggiunte da Mirarupa che rivela loro che tra i reparti nemici si trova la ragazza della profezia. Kushana, intanto, riottiene il comando delle sue truppe e convince Nausicaä a seguirla in un attacco a sorpresa agli assedianti, in cambio della promessa di liberare i prigionieri. La sortita va a buon fine e Nausicaä usa dei proiettili stordenti per confondere le cavalcature nemiche e permettere ai reparti tolmekiani la ritirata, rimanendo indietro. Grazie al sacrificio di Kai riesce a fuggire e a riparare in città, dove fa liberare i prigionieri. |                                      |                             |
| 4  | Nausicaä della Valle del vento 4 「風の谷のナウシカ 4」 - Kaze no tani no Naushika 4 | 8 febbraio 1987 ISBN 4-19-777551-2   | 1º marzo 2001               |
| 4  | Capitoli - Capitoli 22-27 |                                      |                             |
| 4  | Trama Nausicaä abbandona la fortezza sul suo Mehve. Selm, intanto, indica a Yupa, Asbel e Kecha la via per attraversare la foresta verso Dorok. Mito e gli uomini della Valle scoprono che una flottiglia di Dorok sta trasportando un dio guerriero, ma il loro tentativo di attaccarlo non gli arreca il minimo danno e vengono invece colpiti precipitando nella foresta. Qui si ricongiungono con Yupa e il gruppo decide di continuare verso sud a bordo del Gunship per raggiungere Nausicaä. Facilitati dalla confusione provocata dalla migrazione degli insetti, un manipolo di soldati guidati da Kushana tenta un attacco a sorpresa al campo tolmekiano per appropriarsi delle loro navi e permettere ai suoi reparti di sfuggire all'assedio; ma il campo viene distrutto dall'attacco degli insetti, che uccidono un fratello di Kushana. Nausicaä scorge un'oasi nel deserto e apprende da alcuni sacerdoti eredi di un antico popolo che la catastrofe e conseguente purificazione della terra voluta dagli dèi non è più arrestabile. Caricato sul suo Mehve il bambino Chikuku, la ragazza si allontana all'approssimarsi dei miasmi e i due assistono all'attacco degli insetti alla nave di Dorok che sparge il miasma artificiale. A bordo si trova Mirarupa che si accorge telepaticamente della presenza di Nausicaä e tenta di carpirla, ma l'assenza di odio e di paure nel cuore della ragazza glielo impediscono. Ferito, il sovrano viene fatto evacuare sulla lancia di emergenza, mentre Nausicaä e Chalka autodistruggono la nave e si mettono in salvo sul Mehve. Un fungo scampa all'esplosione e precipita al suolo, con gli insetti che cercano invano di divorarlo in volo. I tre salgono sulla nave degli scienziati di Dorok, mentre il fungo mutante, nutrendosi degli insetti, continua a svilupparsi. |                                      |                             |
| 5  | Nausicaä della Valle del vento 5 「風の谷のナウシカ 5」 - Kaze no tani no Naushika 5 | 30 giugno 1991 ISBN 4-19-771061-5    | 5 aprile 2001               |
| 5  | Capitoli - Capitoli 28-35 |                                      |                             |
| 5  | Trama L'imperatore di Dorok Namuris approfitta della situazione per uccidere il fratello Mirarupa e assiste al rapido procedere delle operazioni di risveglio del dio guerriero, decidendo di scendere personalmente in guerra. Il gruppo di Yupa, sulle tracce di Nausicaä, assiste alla ritirata delle truppe tolmekiane e all'esodo delle tribù di Dorok dalle loro terre. Intanto Kushana, bloccata con alcuni superstiti in una coltre di miasma, attende sull'aereo imperiale l'arrivo di una ricognizione in cerca del fratello. Giunge invece il Gunship e Kushana accetta la resa e di rivelare quello che sa sugli spostamenti di Nausicaä. Il gruppo di Nausicaä e Chalka trova su una collina gli abitanti di un villaggio scampato al miasma; essi rivelano di essere stati avvertiti del pericolo da una voce e di aver riconosciuto in essa il compiersi delle profezie. Nausicaä scopre che gli insetti divoravano la muffa per unirsi ad essa, e che intendono sacrificarsi per far crescere una foresta dove accogliere il fungo. Al ritorno nella fortezza di Sapata, Kushana scopre che il reggimento è stato avvertito dell'avvento del miasma da Nausicaä ed è fuggito. Il gruppo viene attaccato dalle Idre, soldati immortali al servizio del sacro imperatore, e Yupa e Kushana vengono deportati sulla nave dell'imperatore; Namuris propone alla principessa l'unione tra Dorok e Tolmekia suggellata dal matrimonio tra i due. Intanto Nausicaä viene raggiunta dagli Uomini della foresta, che la riconoscono dalla descrizione di Yupa; poi, senza alcun desiderio se non quello di fondersi con la natura, si unisce agli Ohmu nel loro ultimo atto per curare il mondo e viene ingoiata da un Ohmu. Chikuku avvisa dunque Chalka che Nausicaä è scomparsa. |                                      |                             |
| 6  | Nausicaä della Valle del vento 6 「風の谷のナウシカ 6」 - Kaze no tani no Naushika 6 | 20 dicembre 1993 ISBN 4-19-773120-5  | 7 giugno 2001               |
| 6  | Capitoli - Capitoli 36-46 |                                      |                             |
| 6  | Trama Chalka e Chikuku vengono aiutati dagli Uomini della foresta nella ricerca di Nausicaä, mentre, con le prime luci dell'alba, la foresta comincia a spuntare rigogliosa dai cadaveri degli Ohmu e dal mare di muffa. Nausicaä viene ritrovata priva di conoscenza in una sostanza bavosa emessa dall'Ohmu per proteggerla, mentre lotta contro l'abisso di chi ha guardato nella mente degli Ohmu. Gettando le Idre nel caos, Yupa fugge dalla sua prigionia. La nave dell'imperatore incrocia la giara volante su cui viaggia il gruppo di Nausicaä, ma Chalka rifiuta di salire a bordo per non dover spiegare il suo comportamento; infine il sacerdote lascia Chikuku, Selm e Nausicaä su un altipiano e decide di fare ritorno al consiglio per mettere un freno alla guerra. Nausicaä, intanto, affronta una prova mentale e una lotta interna per risvegliarsi. In un viaggio onirico guidata da Selm, la ragazza scopre il segreto della foresta: esistono luoghi in cui la giungla ha compiuto il suo corso ed ha depurato la terra, rendendo l'ambiente nuovamente vivibile per piante e animali; decide quindi di tornare indietro. Una volta risvegliata, Selm chiede a Nausicaä di vivere con lui nella foresta, ma la ragazza ammette di aver scelto una strada differente; si ricongiunge quindi coi soldati della Valle. Intanto a Toras, il re Vu è infuriato per gli insuccessi dei suoi figli e decide di guidare personalmente una controffensiva. Nausicaä e Chikuku soccorrono Chalka dall'essere giustiziato per tradimento, mentre per le nozze dell'imperatore e Kushana viene portato il dio guerriero. Asbel consegna a Nausicaä la pietra e la ragazza, con l'aiuto degli uomini della Valle libera il dio guerriero, che la identifica con la figura materna e sconfigge l'imperatore. I soldati di Kushana prendono possesso della nave e Namuris si rassegna affermando che qualunque cosa faccia finirà per avverarsi sempre ciò che ha predetto il Signore della cripta. |                                      |                             |
| 7  | Nausicaä della Valle del vento 7 「風の谷のナウシカ 7」 - Kaze no tani no Naushika 7 | 15 gennaio 1995 ISBN 4-19-770025-3   | 2 agosto 2001               |
| 7  | Capitoli - Capitoli 47-59 |                                      |                             |
| 7  | Trama Nausicaä si reca col dio guerriero a Shuwa per sigillare la cripta. Durante il viaggio la ragazza lo accudisce come una madre, nonostante in cuor suo si auguri che non fosse mai nato. Gli dà così il nome di Ohma e cerca di educarlo a comportarsi bene, mentre il mostro comincia a mostrare segni di intelligenza. Intanto Kushana, Yupa e Kurotowa chiedono ai dorokiani una nave per poter raggiungere Shuwa; il popolo però, accecato dall'odio e dalle recenti perdite, medita di vendicarsi sulle truppe tolmekiane. Yupa si sacrifica quindi per mostrare a tutti l'inutilità di combattersi a vicenda e per riappacificare le due parti. Intanto muore anche Teto e Nausicaä chiede a Ohma di atterrare per dargli degna sepoltura. Qui si imbatte in un uomo che la accoglie in un giardino fatato, un'oasi del mondo precedente ai sette giorni di fuoco, ma Nausicaä si accorge ben presto che si tratta di un'illusione creata per distoglierla dai suoi intenti. Il Signore del giardino rivela che l'uomo è stato biologicamente modificato per tollerare l'aria inquinata dai miasmi e che non sarebbe in grado di tornare a respirare l'aria limpida di un mondo ripulito; guidata da Selm, Nausicaä arriva alla consapevolezza che la foresta è stata creata dall'uomo per cercare di riportare il mondo alla vita dopo i sette giorni di fuoco e si affretta a raggiungere Shuwa. Intanto, l'esercito di Tolmekia ha conquistato la città e il re ha usato Ohma per aprire la cripta. Il sovrano e Nausicaä vengono dunque accompagnati nella cripta per incontrare il Signore della cripta, un'arca della conoscenza, creata prima dei sette giorni di fuoco per riprodurre nel futuro la società degli antichi; essa spiega che solo seguendo il suo insegnamento l'umanità potrà sopravvivere creando un mondo perfetto, ma Nausicaä rivendica il libero arbitrio dell'uomo di poter vivere la vita e la natura, in armonia, senza ubbidire alle imposizioni di una civiltà distrutta e chiede ad Ohma di distruggere l'artefatto. Giungono quindi Kushana, Chalka, Chikuku e gli altri, e tutti insieme festeggiano l'inizio di un nuovo mondo di pace, con Selm e Nausicaä che decidono di celare il segreto del corpo umano modificato e di avere fede nell'adattamento dell'uomo e del pianeta. |                                      |                             |

### Film
Quando, nel corso della serializzazione, la storia si dimostrò popolare tra il pubblico, Animage riconsiderò la possibilità di adattare il manga in un prodotto d'animazione e propose a Miyazaki di trarne un cortometraggio di 15 minuti. L'autore si rifiutò e propose invece un OAV di un'ora, alché la Tokuma Shoten rilanciò con un'offerta di finanziamento per un lungometraggio a diffusione cinematografica. Il film Kaze no tani no Naushika uscì quindi nelle sale nipponiche l'11 marzo 1984.
La storia del lungometraggio corrisponde pressappoco ai primi due settimi del manga (la parte realizzata da Miyazaki prima di iniziare a lavorare al film) e risulta pertanto molto semplificata rispetto all'originale. In un'intervista alla rivista Yom, Miyazaki ha spiegato di aver impostato il suo lavoro sull'idea che un film necessita di un inizio e di una fine; decise quindi di concludere la narrazione filmica al momento della "rivoluzione copernicana" (コペルニクス的転回?, Koperunikusu teki tenkai) di Nausicaä, ovvero il momento in cui i personaggi si rendono conto della funzione del Mare della Putrefazione. Vi sono differenze significative anche nella trama, e in generale il manga è più ricco di luoghi, fazioni e personaggi e presenta delle tematiche ambientaliste e filosofiche più marcate.

### Altro
Hayao Miyazaki's Image Board Collection (宮崎駿イメージボード集?, Miyazaki Hayao imējibōdo-shū) contiene una selezione di schizzi e bozzetti creati da Miyazaki tra il 1980 e il 1982 e, in quanto tale, ospita anche delle illustrazioni inerenti Nausicaä. Il volume è stato pubblicato in Giappone da Kōdansha, il 20 marzo 1983.
The Art of Nausicaä of the Valley of the Wind (ジ・アート・オブ 風の谷のナウシカ?, Ji āto obu Kaze no tani no Naushika) è il primo volume della serie "The Art of" dei film dello Studio Ghibli. È stato realizzato dallo staff di Animage assemblando materiale che illustra l'evoluzione delle idee di Miyazaki dai primi concept, al manga, alla pellicola. Il libro contiene anche commenti del vice-direttore del film Kazuyoshi Katayama e un riassunto di The road to Nausicaä (ナウシカの道?, Naushika no michi). È stato pubblicato da Tokuma Shoten il 14 maggio 1984. I contenuti dell'albo sono stati inseriti anche in un CD, disponibile per Windows 95 e Macintosh, con l'aggiunta di alcune melodie della colonna sonora del film.
Il 31 luglio 1996 è stata pubblicata in Giappone, Nausicaä della Valle del vento. Acquerelli di Hayao Miyazaki (風の谷のナウシカ宮崎駿水彩画集?, Kaze no tani no Naushika Miyazaki shun suisai gashū), una raccolta di acquerelli realizzata da Miyazaki sulla serie, che contiene numerose illustrazioni sulle origini del personaggio di Nausicaä, commenti dell'autore e le copertine della rivista Animage con soggetto il manga. Un'edizione dell'opera in italiano è stata pubblicata il 4 giugno 2015 dalla Panini Comics.

## Accoglienza

### Vendite e riconoscimenti

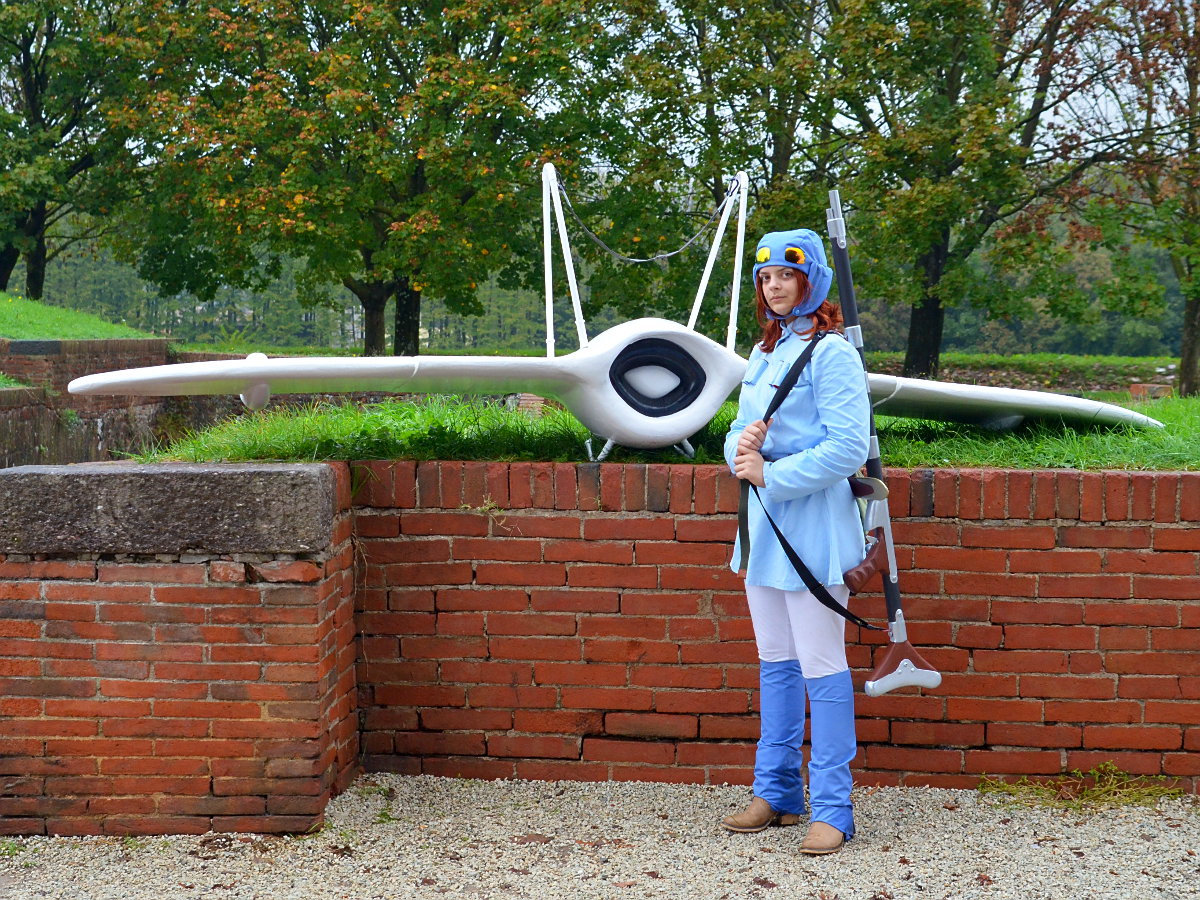
Cosplayer di Nausicaä al Lucca Comics & Games

Nel 1994 Nausicaä della Valle del vento ha ricevuto il gran premio alla cerimonia annuale dell'associazione dei mangaka giapponesi. L'anno seguente ha ottenuto il premio Seiun nella categoria "miglior fumetto", dopo che anche il film era stato premiato con lo stesso riconoscimento dieci anni prima.
Il manga ha venduto più di 10 milioni di copie nel solo Giappone. In seguito all'uscita dell'adattamento cinematografico, le vendite del fumetto aumentarono sensibilmente, nonostante le differenze di trama tra le due opere. Nella primavera del 1994, al termine della serializzazione della storia, erano stati venduti 5,27 milioni di volumi tankōbon di Nausicaä; nel 2005 le copie vendute oltrepassavano le 11 milioni di unità, mentre nel dicembre 2020 è stato annunciato che la serie aveva più di 17 milioni di copie in circolazione. Toren Smith riporta che Nausicaä rientra nella top 5 dei migliori manga per numero di vendite negli Stati Uniti e che, anche a distanza di cinque anni dalla prima edizione, ha continuato a vendere migliaia di copie ogni anno, risultando uno dei manga più vecchi ad essere ancora stampati in Nord America. La rivista The Comics Journal l'ha descritto come "il miglior fumetto mai pubblicato in inglese".

### Critica
Già dall'inizio della serializzazione su Animage, Nausicaä ottenne un grande successo di pubblico e critica. L'opera è stata definita un "classico" del fumetto giapponese, per il suo stile, la complessità narrativa e la profondità delle tematiche esposte. Come storia epica e per l'originalità e vastità del mondo immaginario trattato, Nausicaä è stata accostata ad altre opere letterarie e cinematografiche quali La fenice, Il Signore degli Anelli o Guerre stellari. Jason Thompson l'ha descritto come un manga "magnifico", con un messaggio in pillole dolceamaro e uno stile artistico "bellissimo" e che, come tutte le migliori storie ambientate in mondi immaginari, "lascia con la voglia di rimanere in quel mondo [un po'] più a lungo, di esplorarlo maggiormente".
Carlo Santos di Anime News Network riconosce a Miyazaki il merito di aver realizzato una storia avvincente, intrisa di insegnamenti importanti e splendidamente disegnata, pur notando che la descrizione maniacale di dettagli e l'abbondanza di narrazione ne rallentano parzialmente il ritmo, soprattutto nella prima parte, mentre lo stile di disegno e l'impaginazione rendono a volte difficile seguire quello che sta accadendo. Di diverso avviso il suo collega Mike Crandol, che, seppur ammetta che lo stile di Miyazaki è più adatto all'animazione e un po' troppo "affollato" per il fumetto, afferma che "alla luce delle molte altre caratteristiche incredibili del libro, lamentarsi sarebbe superficiale". Il critico ha lodato l'abilità di Miyazaki di intrecciare e far avanzare in contemporanea le diverse linee narrative, e la sua bravura nel creare un mondo immaginario che sembra quasi tangibile. In conclusione ha affermato che l'autore, con una trama complessa e abbondanza di personaggi, ha sfruttato tutte le potenzialità del medium manga e che si tratta, a suo avviso, dell'"opera migliore di Miyazaki — che sia animata, stampata o altro — e non è poco".
Michael Wieczorek di Ex.org afferma che l'opera debba figurare in qualsiasi collezione manga che si rispetti e che la storia migliora più la si legge, un consiglio che raccomanda a tutti poiché gli avvenimenti sono così numerosi che il lettore potrebbe perdersi qualche passaggio. Martin Butler di UK Anime gli assegna una valutazione di 10/10 e dichiara: "la politica, la scienza, la spiritualità e l'avventura sono combinate senza sforzo con un'attenzione spettacolare per i dettagli — questa fiaba ecologica è il vero capolavoro di Miyazaki". Frederik L. Schodt è rimasto colpito dall'abilità di Miyazaki di unire insieme influenze diverse, che vanno dall'Antico Testamento alla mitologia giapponese, al buddhismo, in uno scenario futuristico ma reminiscente del Medioevo, pienamente credibile e ritiene che l'opera «trascenda la definizione tradizionale di "fumetto" e meriti pienamente di essere considerata un testo di "letteratura"».
Il creatore di Final Fantasy, Hironobu Sakaguchi, si è ispirato alle cavalcature in Nausicaä, a metà strada tra cavalli e uccelli, per la creazione dei Chocobo e ha citato il manga e il film da esso tratto come un'influenza per la sua serie. Nei numeri Terra bruciata e I predoni del deserto di Nathan Never, invece, la carica dei Centozampe costituisce un omaggio all'attacco degli Ohmu all'accampamento tolmekiano.